# Psapharochrus excellens
Psapharochrus excellens là một loài bọ cánh cứng trong họ Cerambycidae.